# Þórhallsdóttir
Þórhallsdóttir ist ein isländischer Name.

## Bedeutung
Der Name ist ein Patronym und bedeutet Tochter des Þórhallur. Die männliche Entsprechung ist Þórhallsson (Sohn des Þórhallur).

## Namensträger
- Birta Abiba Þórhallsdóttir (* 1999), isländische Misswahlsiegerin
- Dóra Þórhallsdóttir (1893–1964), isländische First Lady
- Hera Björk Þórhallsdóttir (* 1972), isländische Sängerin, siehe Hera Björk
- Þórdís Lóa Þórhallsdóttir (* 1965), isländische Politikerin